# Sunpor Kunststoff

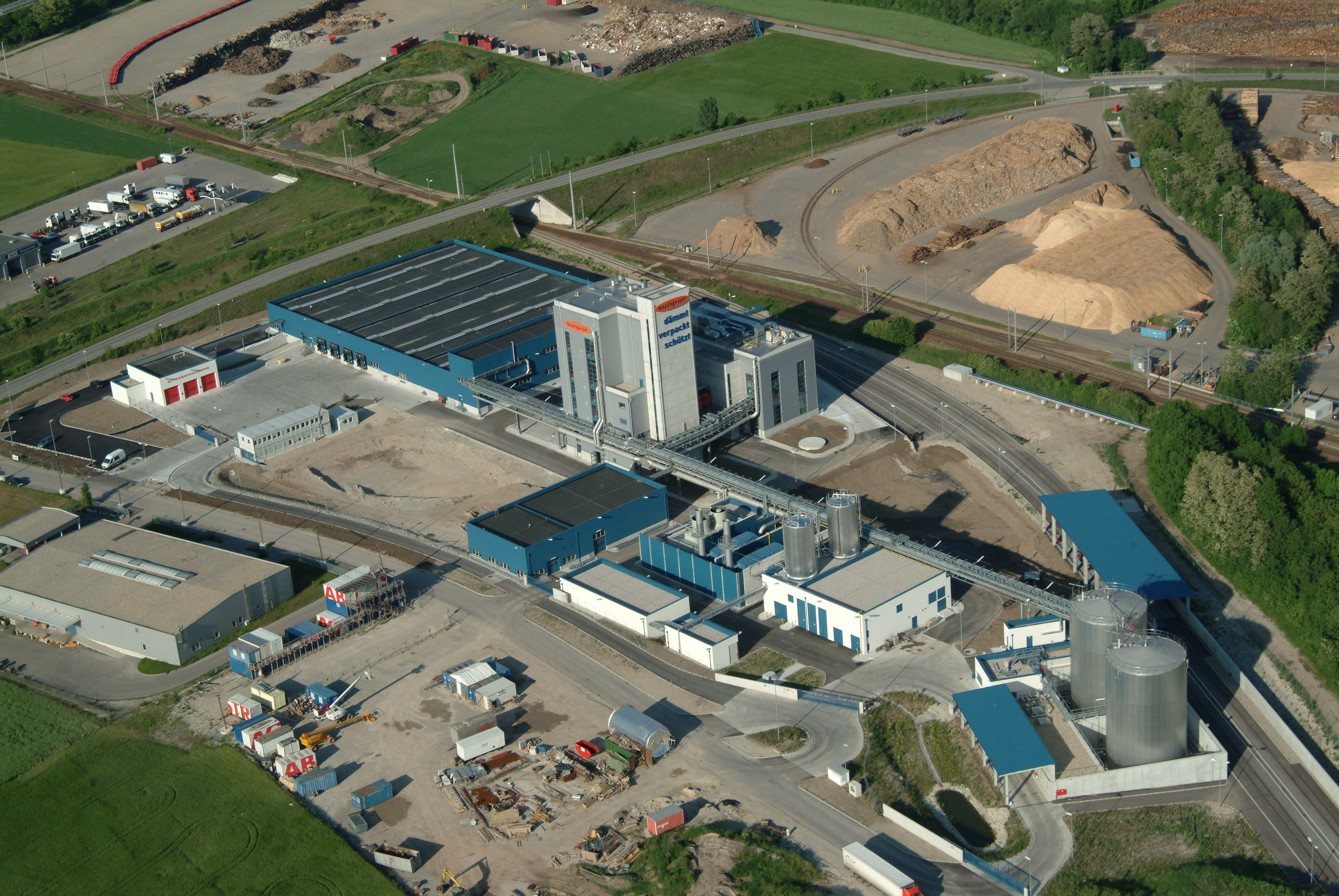
Das Sunpor-Werk in St. Pölten-Radlberg

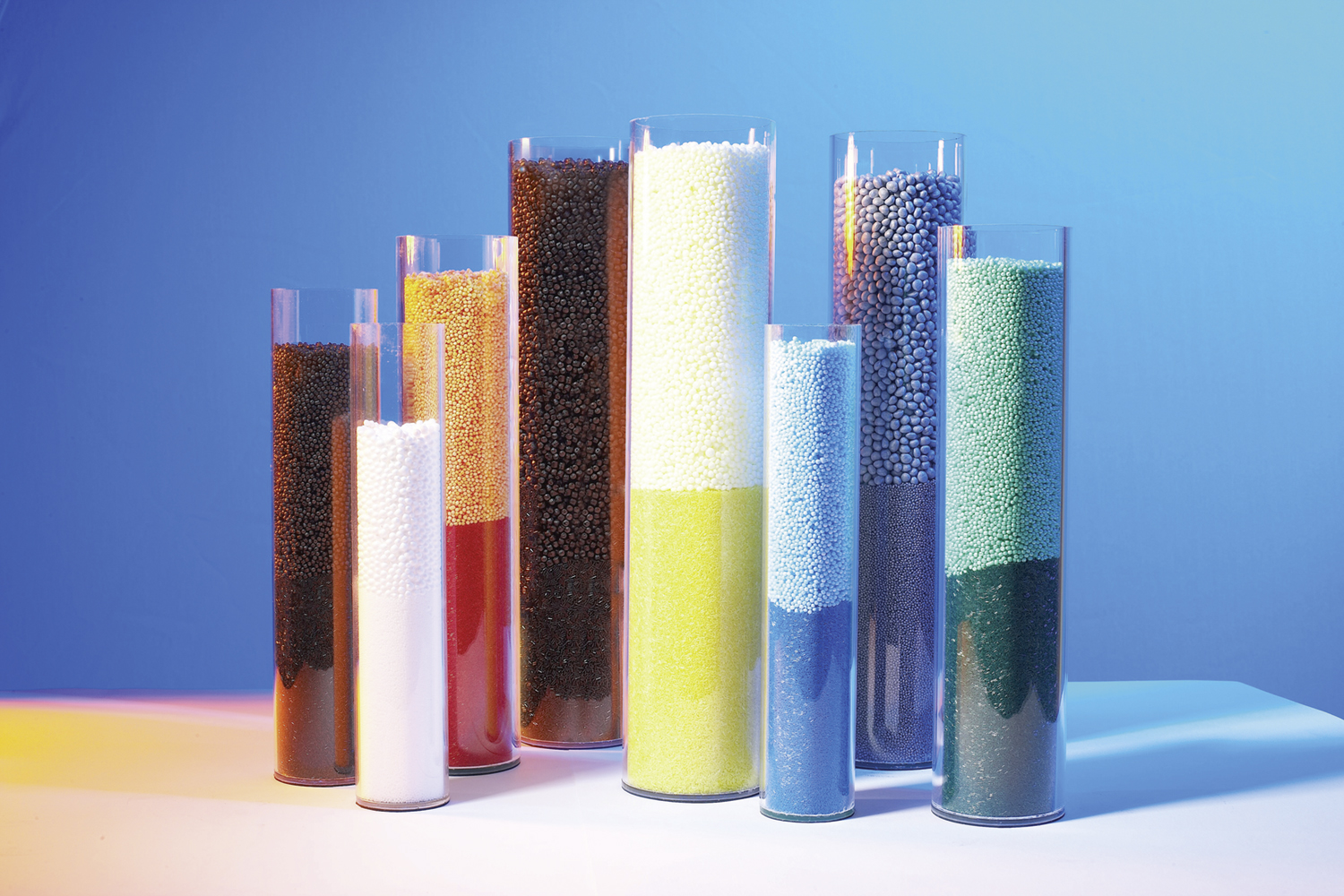
Farbige EPS-Granulate wie sie von Verarbeitern in der Bau- und Verpackungsindustrie zu Platten oder Formteilen aufgeschäumt werden.

Die SUNPOR Kunststoff GesmbH ist ein österreichischer Hersteller von EPS-Kunststoffen  (landläufig Styropor) mit Standorten in den St. Pöltner Stadtteilen Stattersdorf und Radlberg. Das Unternehmen beliefert insbesondere die Hersteller von Wärmedämmplatten für die Gebäudedämmung. Sunpor hat mit Lambdapor die Technologie für graues EPS  entwickelt, das Dämmleistungen und Ressourceneinsparungen ermöglicht. Daneben findet EPS Verwendung in der Verpackungsindustrie.

## Geschichte
Das 1986 in St. Pölten  gegründete Unternehmen steht im Alleineigentum der norwegischen O.N. Sunde AS. Unter der Produktmarke Lambdapor produziert Sunpor seit 2003 graues EPS.
Die Inbetriebnahme einer weiteren Produktionsstätte im St. Pöltner Stadtteil Radlberg, steigerte die Produktion von SUNPOR auf ca. 200.000 Jahrestonnen EPS-Granulat jährlich. Damit zählt Sunpor zu den drei führenden EPS-Herstellern in Europa mit einem Marktanteil von rund 12 Prozent.
Am Markt positioniert sich das Unternehmen als EPS-Designer, der neben den marktgängigen Anwendungen EPS-Kunststoffe für spezifische Anforderungen entwickelt. Rund 85 Prozent der Produktion gehen in den Export, vorwiegend im europäischen Raum.

## Produkte

### Gebäudedämmung
Die Bauwirtschaft ist der größte Abnehmer für EPS von Sunpor. Mit Lambdapor stellt SUNPOR graues EPS zur Verfügung, eine Dämmtechnologie, die Dämmleistung bis unter 30 mW/(m·K) erstmals in einem für die Bauwirtschaft zugänglichen Kostenbereich bereitstellt. Das technologische Prinzip dahinter bilden in den EPS-Kunststoff eingelagerte Grafit-Partikel, die Wärme reflektieren und damit die EPS-Dämmleistung um weitere 20–30 Prozent steigern. Zudem ist EPS feuchtigkeitsbeständig.

### Verpackung und Schlagschutz
Für die Verpackungsindustrie produziert Sunpor unterschiedliche EPS-Typen mit Suncolor als Leitprodukt. Im Vordergrund stehen die Verarbeitbarkeit auch zu feinen Formteilen, differenzierte Farbgebung und optimale Dämpfungseigenschaften. Rund jeder zweite Fahrrad- oder Sporthelm weltweit ist aus EPS von SUNPOR gefertigt.